# Hugh Chisholm
Hugh Chisholm (Londres, 22 de fevereiro de 1866 — 29 de setembro de 1924) foi um jornalista britânico e editor da 11º e 12º edições da Enciclopédia Britânica.

## Carreira
Em 1892, ele foi contratado como editor assistente do jornal noturno de Londres The St James's Gazette , onde foi promovido a editor em 1897. Durante esse tempo, ele escreveu vários artigos sobre assuntos políticos, financeiros e literários para várias revistas semanais e mensais, que o tornou conhecido como um escritor e publicitário crítico conservador. Em 1899, ele deixou o jornal para assumir o cargo de editor-chefe do Evening Standard.
Em 1900 foi chamado pelos tempos a colaborar, como co-director do jornal, na redação dos onze volumes do 10.º da Encyclopædia Britannica . O grupo de trabalho também consistia de Donald Mackenzie Wallace, um correspondente estrangeiro da Ásia e do presidente da Universidade de Yale, Arthur Twining Hadley. Em 1903, tornou-se editor-chefe da 11ª edição, concluída em 1910 e publicada no ano seguinte pela Cambridge University Press em 1911.
Chisholm foi proposto como o novo editor do The Times como uma alternativa a Dawson, até ser nomeado editor-chefe em 1913, ao retornar da América, onde havia editado o The Britannica Year-Book. Em agosto de 1913 foi nomeado diretor da empresa.
Depois de acompanhar a inteligência financeira durante a Primeira Guerra Mundial, renunciou em 1920 para se dedicar aos três volumes da décima segunda edição da Encyclopædia Britannica, impressa em 1922.
Ele morreu em Londres em 29 de setembro de 1924.